# 687
687 (DCLXXXVII) je bilo navadno leto, ki se je po julijanskem koledarju začelo na torek.

## Dogodki
- Pipin II. zmaga v bitki pri Tertryju in združi frankovsko državo.

## Smrti
Neznan darum
- Romoald I. Beneventski, vojvoda Beneventa (* ni znano)